# Аль-Джубайлія
Аль-Джубайлія (англ. al-Jubayliyah, араб. الجبيلية) — поселення в Сирії, що складає невеличку друзьку общину в нохії Нава, яка входить до складу мінтаки Ізра в південній сирійській мухафазі Дара.